# 千種創一
千種創一（ちぐさ そういち、1988年 - ）は、日本の歌人、詩人、作家、翻訳家。

## 経歴
愛知県名古屋市生まれ。2005年頃、作歌開始。
2009年、東京外国語大学アラビア語学科在学中に三井修の授業「短歌創作論」の受講生らと「外大短歌会」創立。2010年、短歌同人誌「dagger」参加。2011年、韻文と散文の同人誌「ami.me」創刊に参加。2012年、東京外国語大学アラビア語学科卒業。中東のヨルダンやレバノンに住む。
2013年、短歌同人誌「中東短歌」創刊。連作「keep right」で塔新人賞。2014年、評論同人誌「ネヲ」参加。2015年、連作「ザ・ナイト・ビフォア」で歌壇賞次席。第1歌集『砂丘律』上梓。2016年、日本歌人クラブ新人賞、日本一行詩大賞新人賞。
2020年、第2歌集『千夜曳獏』上梓。2021年、現代詩「ユリイカの新人」選出。2022年、詩集『イギ』上梓。第1歌集『砂丘律』がちくま文庫に入る。2024年、アートプロジェクト「アートサイト名古屋城2024」にてインスタレーション作品「the Garden」「知多廻行録」を発表。

## 人物
中東と日本を舞台に、会話体を積極的に導入した口語短歌を特徴とする。アラビア語の翻訳家としても活動する。

## 著作
歌集
- 『砂丘律』（2015年12月10日、青磁社）ISBN 978-4861983320
- 『千夜曳獏』（2020年5月25日、青磁社）ISBN 978-4861984648
- ちくま文庫『砂丘律』（ 2022年11月14日、筑摩書房）（解説：市川春子）ISBN 978-4480438362
- 『あやとり』 (2025年4月7日、短歌研究社）ISBN 978-4862727985

詩集
- 『イギ』（2022年11月2日、青磁社）ISBN 978-4861985492